# 코맥 C919

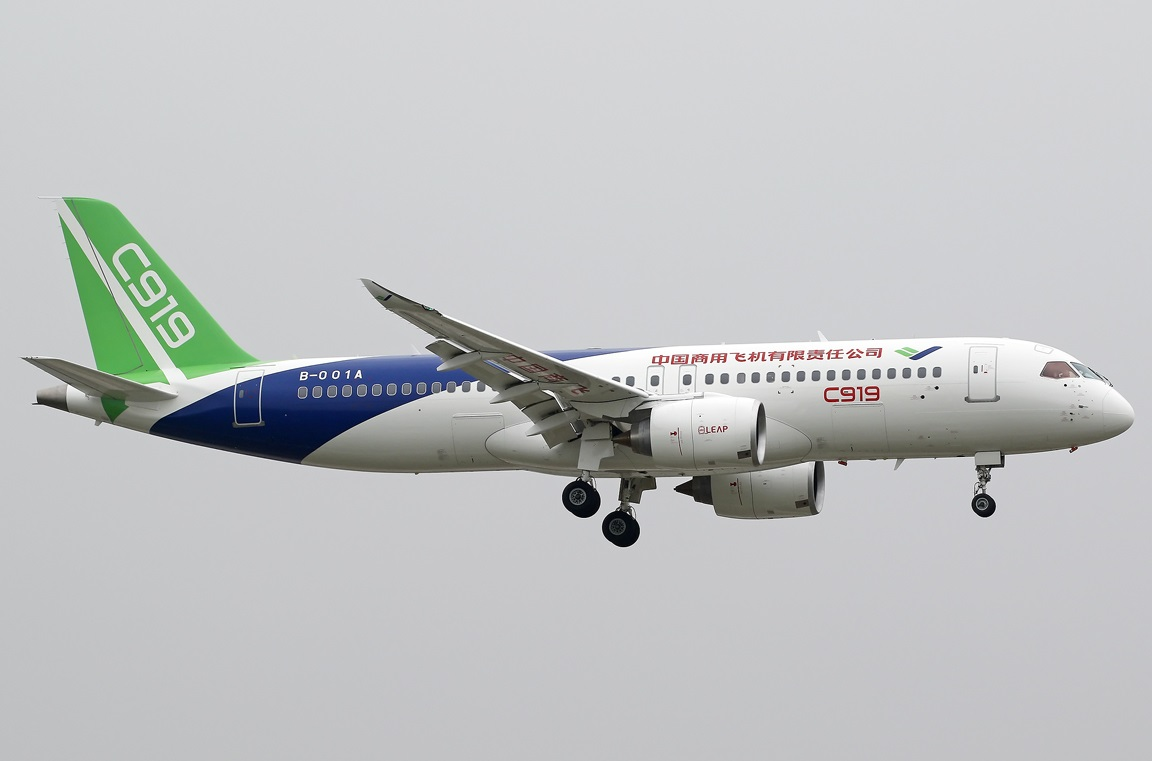
코맥 C919

코맥 C919(중국어: 中國商飛C919, 영어: Comac C919) 중화인민공화국의 국영기업인 중국상용항공기에서 개발한 여객기다. 158~192석 규모의 중형 항공기로 날개 너비 35.8 m, 길이는 38.9 m이다. 보잉 737, 에어버스 A320과 동급이다.

## 역사
2008년 연구·개발을 시작하여, 2015년 11월 기체가 출고된 이래로 실제 비행을 위한 실험을 수행해 왔다. 2017년 5월 5일에 상하이 푸둥 국제공항에서 이륙하며 첫 시험 비행에 나섰으며, 바다 위를 1시간 20여 분간 비행하며, 시험 비행에 성공하였다.
C919는 경량화를 위해서 기체 재료에 알루미늄-리튬 합금을 많이 사용했다. 부품의 국산화율은 50%를 약간 웃도는 수준이다.
1994년 김영삼 대통령이 방중 때 장쩌민(江澤民) 국가주석과의 정상회담에서 2000년까지 100인승 여객기를 공동개발하기로 합의했었다. 그러나 결국 협상이 깨지고 한국과는 무관하게 되었다. 시장이나 기술에서 우위인 중국에게 한국 쪽이 개발의 지분을 많이 요구한게 결렬의 원인이라 한다.
COMAC은 통합항공기제작사(UAC)와 함께 상하이에 합작회사 중러국제상용항공기공사(CRAIC)를 설립하고, 190석 코맥 C919의 후속 모델인 280석 크랙 C929 개발에 착수했다. 여객기 개발은 10년 정도 걸린다. 보잉 787, 에어버스 A330, 에어버스 A350의 라이벌이 될 것이다. 크랙 C919가 150석 정도인데, 크랙 C929는 2배인 300석 규모가 될 것이다. 블라디미르 푸틴 러시아 대통령이 2014년 방중 했을 때 베이징에서 130억 달러 규모의 계약이 이뤄졌다.
- 코맥 ARJ21, 95인승, 최대이륙중량 40톤
- 코맥 C919, 190인승, 최대이륙중량 70톤
- 크랙 C929, 290인승, 최대이륙중량 250톤, 러시아와 합작개발중

코맥의 대표 선수는 소형 항공기 C919이다. 승객 158~168명을 태울 수 있는 이 기종은 보잉 737 MAX와 에어버스 A320neo와 경쟁하기 위해 개발됐다. 엔진은 프랑스와 미국의 합작회사인 CFM인터내셔널, 착륙 장치는 독일 리베르 에어로스페이스, 비행 기록 장치는 미국 제너럴 일렉트릭이 공급한다.

## 경쟁기종
- 미국 - 보잉 737 3200만 달러
- 유럽 - 에어버스 A320 5600만 달러
- 일본 - 미쓰비시 MRJ
- 러시아 - 수호이 슈퍼제트 100, 이르쿠트 MC-21
- 캐나다 - 봄바디어 C시리즈
- 네덜란드 - 포커 100

## 같이 보기
- 상하이 Y-10(en:Shanghai Y-10) - 중국이 1970년대 시도했던 협폭동체 항공기 개발 프로젝트